# Heithem Dakhlaoui
Heithem Dakhlaoui (in arabo هيثم الدخلاوي‎?; Tunisi, 17 novembre 1994) è un lottatore tunisino, specializzato nella lotta libera, campione continentale nei 70 kg ai campionati africani di Algeri 2020.

## Biografia
Nell'aprile 2021, grazie al secondo posto ottenuto nel Torneo di qualificazione olimpica Africa e Oceania di Hammamet nella categoria dei 65 chilogrammi, ha ottenuto la qualificazione ai Giochi olimpici estivi di Tokyo 2020. Nel luglio 2021 ha quindi preso parte a torneo olimpico dei 65 kg, in cui è stato eliminato agli ottavi dall'iraniano Morteza Ghiasi.
Ai mondiali militari di Teheran 2021 ha vinto il bronzo nei 70 kg.

## Palmarès
| Anno | Manifestazione              | Sede            | Evento | Risultato | Note |
| ---- | --------------------------- | --------------- | ------ | --------- | ---- |
| 2011 | Campionati africani cadetti | Staoueli        | 50 kg  | Bronzo    |      |
| 2017 | Campionati africani         | Marrakech       | 61 kg  | 5º        |      |
| 2018 | Campionati africani         | Port Harcourt   | 65 kg  | Argento   |      |
| 2018 | Campionati arabi            | Sharm el-Sheikh | 70 kg  | Argento   |      |
| 2019 | Campionati africani         | Hammamet        | 70 kg  | 4º        |      |
| 2020 | Campionati africani         | Algeri          | 70 kg  | Oro       |      |
| 2021 | Giochi olimpici             | Tokyo           | 65 kg  | 13º       |      |
| 2021 | Mondiali militari           | Teheran         | 70 kg  | Bronzo    |      |

## Altre competizioni internazionali
2015
- 4º nei 61 kg al Memorial Abdelaziz Oueslati ( Tunisi)

2016
- 7º nei 65 kg nel Torneo di qualificazione olimpica ( Algeri)

2017
- 28º nei 61 kg al Torneo Dan Kolov - Nikola Petrov ( Ruse)

2019
- 11º nei 70 kg al RS - Torneo Dan Kolov - Nikola Petrov ( Ruse)
- 16º nei 74 kg allo RS - Yasar Dogu ( Istanbul)
- 5º nei 70 kg al Memorial Ion Corneanu & Ladislau Simon ( Bucarest)

2020
- 18º nei 70 kg nella Coppa del mondo individuale ( Belgrado)

2021
- Argento nei 65 kg nel Torneo di qualificazione olimpica Africa e Oceania ( Hammamet)
- 15º nei 70 kg allo Yasar Dogu ( Istanbul)